# Чернігівський стрій

## Чоловічий одяг
На Чернігівщині чоловіки носили сорочки з льону або коноплі, з численними зборами та відложистим комірцем. Іноді манжети рукавів та напліччя прикрашались мережками, а комір заполоччю наступними візерунками: сухарики, сливки, гусяче око, маківки, карточки, гапличек, заступці. Сорочки заправляли в широкі шаровари, з матнею нижче колін з вибійки в клітку або смужки на кожний день та з покупних тканин на свята. В шароварах зарублювався верхній край і в нього продівали очкур, також шаровари носили з шкіряним ременем, сірого, чорного, коричневого кольорів.
Верхнім одягом чоловіків була свитка, кожух, кирея, чемерка. Свитка і чемерка були однакового крою: до стану з численними зборами у талії, зі стоячим коміром та з защіпками до самого верху. Різнилися вони лише тканиною, свитка шилася з домашнього сукна сірого, чорного або коричневого кольору, а чемерка — з черкасину. Кожухи шилися з білих овець, зі стоячим коміром та з обшивками біля кишень та рукавів. Кожухи були до двох вусів, або до толби ширші з перехватами в стані, але без зборів. Заможніші шили кожухи покриті черкасином або синім сукном. Кирея або кобеняк, шилися з товстого сукна, широкі не до стану з великою відлогою (кобкою), якою в негоду покривали голову. Кобеняки носили поверх кожухів. Поверху верхнього одягу носили червоний або зелений напівшерстяний пояс. Чоботи носили з юхти або шкапини на підборах.
На голові влітку носили брилі, а взимку циліндричні шапки зі смушка. В деяких місцевостях хлопчики до 15 років носили довгі сорочки без штанів. 
До строю цілий рік належав і кобеняк. Парубок не міг вийти з дому в одній сорочці, він обов'язково одягав кобеняк.В козацькі часи на Чернігівщині носили жупани з кільома зборами ззаду на стані.

### Чоловіча сорочка
Чоловіча сорочка Козелецького повіту шилася з конопляного чи лляного полотна. Вона мала багато зборів біля шиї і відкладний комір. Комір вишивався лиштвою зубчаками або зірочками. Комір завязувався стрічкою або тесьмою. Сорочку носили завжди заправленою в штани.

## Жіноче вбрання
Жінки носили сорочки трохи довші колін, вишиті на уставках. Зверху на сорочку одівали дві запаски, вироблені вдома. Задня запаска була чорного, а передня синього кольору. Задня запаска мала довжину 70 см. і ширину приблизно 53 см. Передня запаска була дещо вужча та коротша. Запаски стягувалися в поясі червоним саморобним гарусним поясом. В свята замість двох запасок носили плахту, незшиті кінці плахти піднімали і закладали за пояс. До плахти одівали попередницю з синьої або білої шестяної тканини, вишиту внизу заполочю. Одружені жінки носили плахти і на кожний день, а для дівчат такий звичай не годився, вони могли одягати плахти лише до церкви або коли йшли на вулицю. В деяких селах середньої частини Ніжинського повіту дівчата носили запаски з покупного напівсукна червоного, зеленого, синього або блакитного кольорів. 
По сорочці носили корсетки, а зверху на корсетку одягали юпки. Корсетки в Ніжинському повіті дівчата носили червоного кольору в дрібні квіти або в крапинки. Жінки носили корсетки з ситцю темних кольорів. Корсетки були в талію до 3, 5, 7 і більше вусів. Юпки своїм кроєм були подібні на корсетки кроєм та тканиною, але шилися з рукавами, часто на ватяній підкладці та довші. Взимку верхнім одягом були свитки та кожушанки. Свитки шилися так, як і юпки але з домашнього білого сукна. Кожушанка була кроєм подібна на свитку, вона шилася з овчини, та покривалася зверху темним сукном. 
В жіночому одязі збереглося більше елементів давнього козацького одягу. Так можна було ще побачити зелені баєві юпки з великим коміром-пелериною та з нашитими клаптиками з червоного гарусу. Інколи заможні літні жінки на свята одягали шушуни - неприталені, але з двома вусами ззаду. Літом шушуни були з тонкого сукна, а зимою - з овчини покритої синім сукном. Такі літні шушуни мали великі коміри з парчі або жовтого сукна, а зимові мали коміри зі смушку. Голову пов'язували наміткою, так як і хусткою, а кінці намітки пускали нижче пояса. На ногах інколи ще носили червоні сап'янці на високих корках.

### Головні убори
Дівчата носили складені хустки так, щоб зверху голова була відкрита. В свята поверх хустки одівали вінки з різнокольорових паперових квітів. Волосся заплітали в одну косу і вплітали в неї різнобарвні стрічки, які називали косниками. 
Одружені жінки носили очіпки, а зверху пов'язували хустки так, щоб очіпка не було видно. Хустки купували прохоровські, бордюсові, тобто чорні з кольоровими полями, або карасирові, тобто червоні шерстяні.
На шиї жінки та дівчата носили намисто з дукачами.

### Крій плахти
Плахта була з тканини шириною 35 см і довжиною 3,55 м. Така тканина перегиналася на половину і зшивалася з одного  перегину до половини. Інший варіант плахти був з клаптя тканини шириною в 71 см і довжиною 2,84 м. Така тканина розрізалася з одного кінця до половини і також перегиналася наполовину. Спереду по плахті носили попередницю. Тканину для плахт ткали спеціальні майстрині і вже потім її розшивали гарусними нитками.
На думку Степового, дівчата в кінці 19 ст. під впливом міста почали носити ситцеві спідниці, прикрашені внизу смугами з тонкої темної шерсті або оксамиту.

### Крій жіночої сорочки в Ніжинському повіті
Брали два клапті домашнього полотна, зшивали по боках, зверху пришивали полики і до них пришивали призбирані рукава. Святкові сорочки шили з покупного полотна, шийний виріз збирали в складки і обшивали вишитою вузькою смужкою або покупною тасьмою. Рукави та полики завжди вишивалися, а в святкових сорочках ще й мережились. Вишивали без канви, лиштвою, білою ниткою, інколи також червоною. Візерунки складалися в основному з прямих ліній. Рукав біля плеча вишивався широкою смугою і від неї вниз йшли поздовжні смуги візерунків. Інколи замість смуг, узори були розкидані по рукаву. Назви мережки: метелик, прутик, двоголкова, триголкова. Подолки сорочок були завжди помережені.
В кінці 19 ст. узори почали вишивати по канві червоною та чорною бавовною, значно грубіші на вигляд ніж давнішні. Узори брали запозичені з різноманітних печатних видань. 
Зимою жінки носили юхтові чоботи, а літом — черевики.

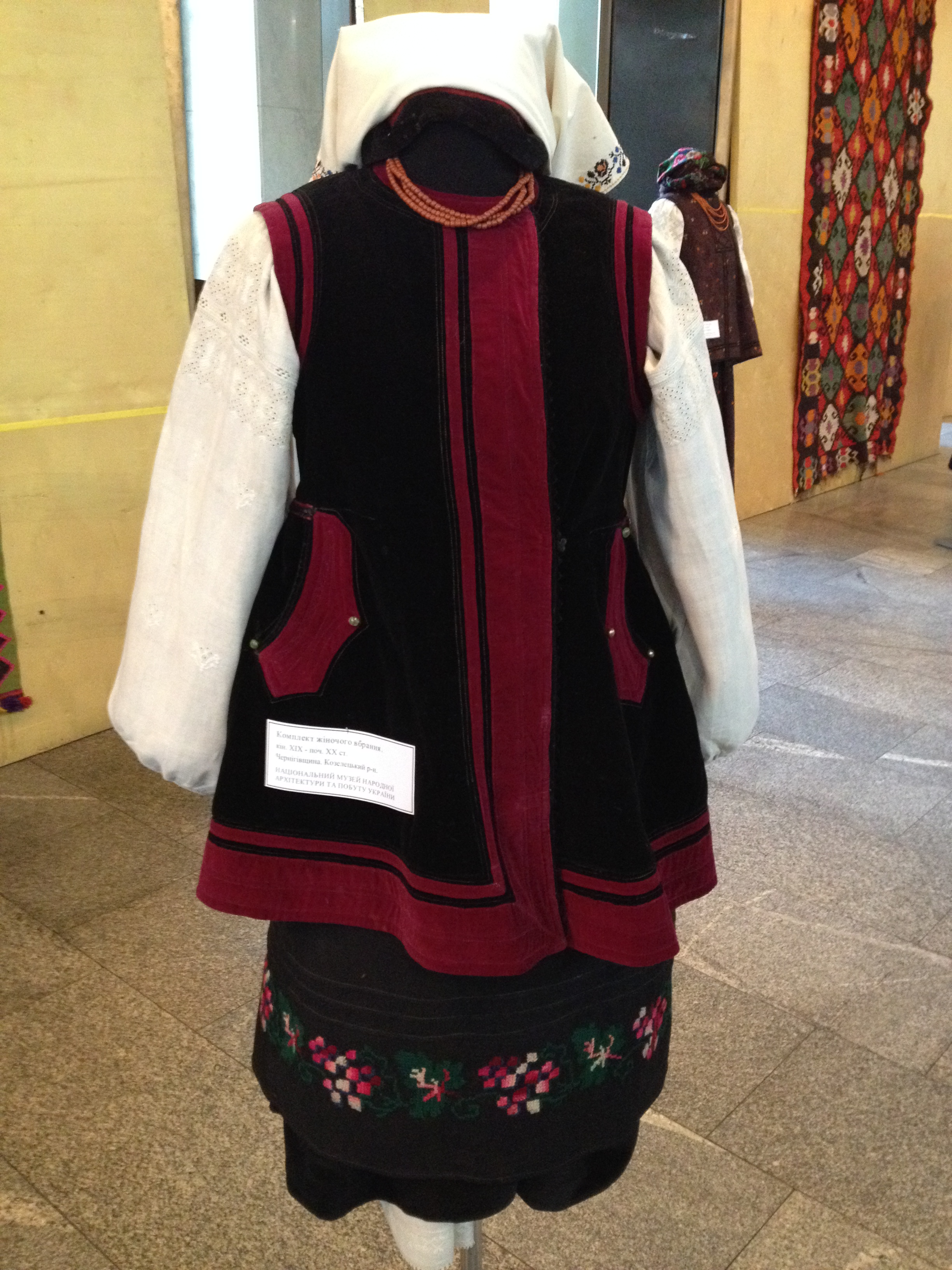
Козелецький р-н
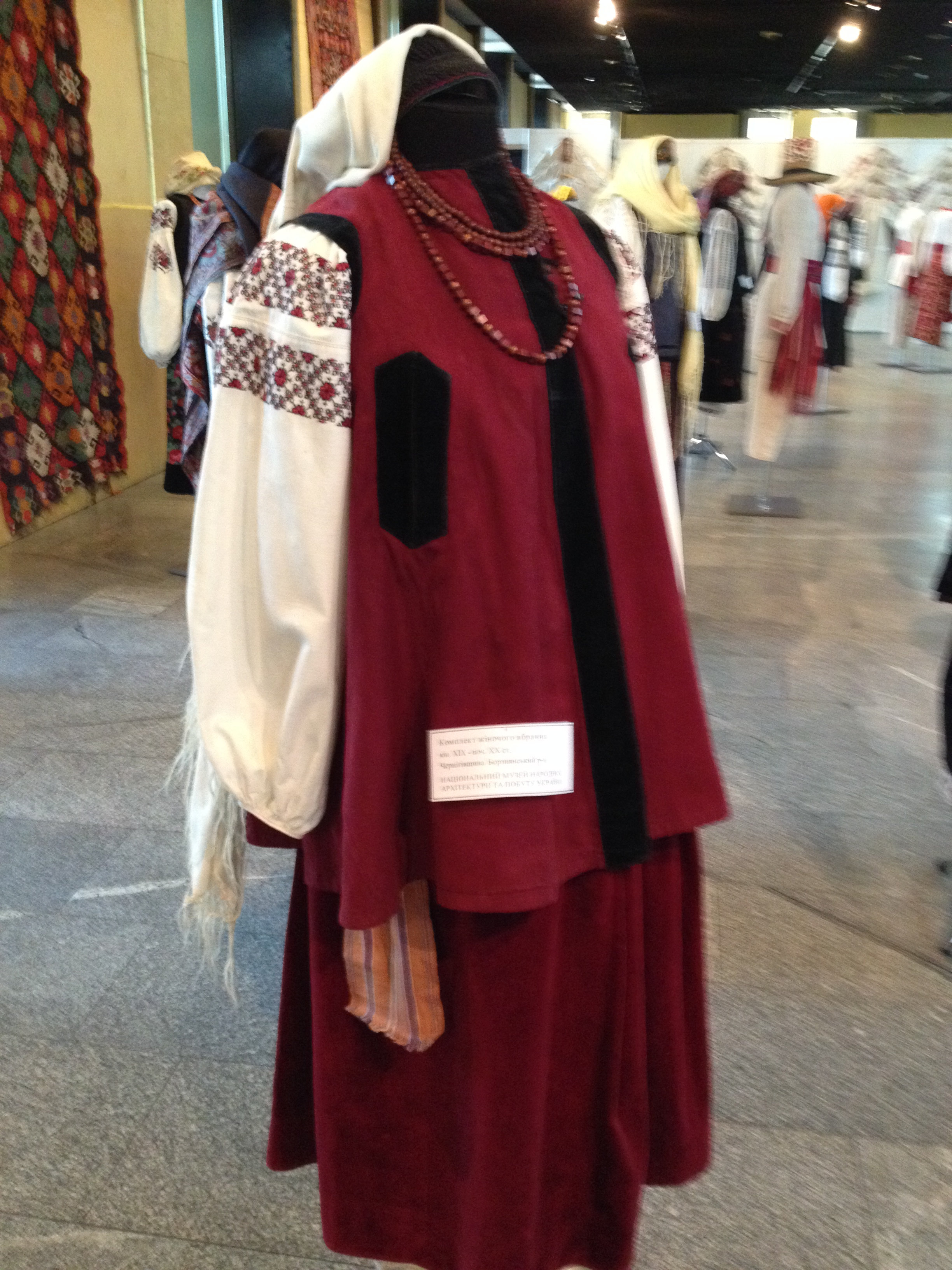
Борзнянський р-н
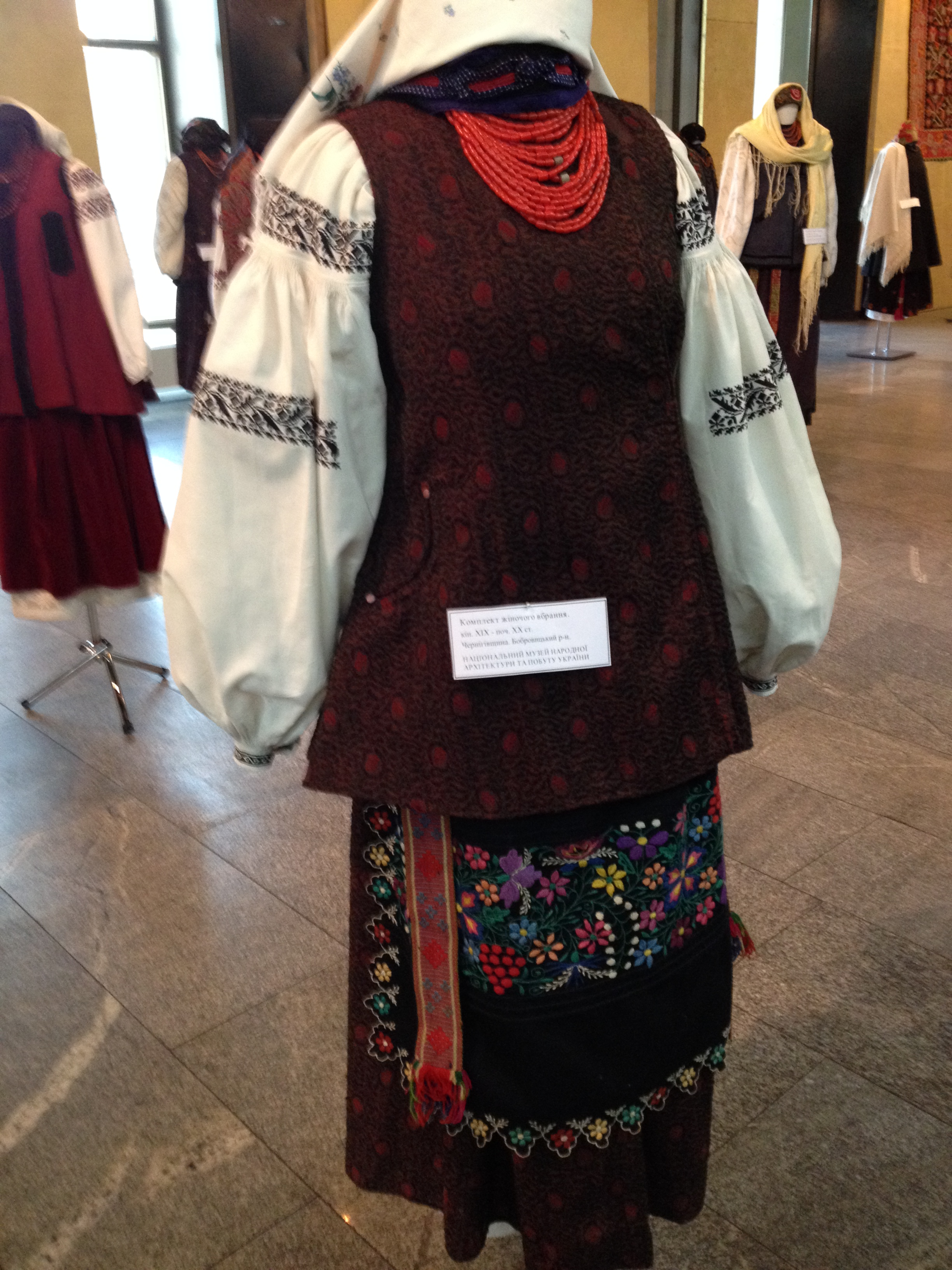
Бобровицький р-н
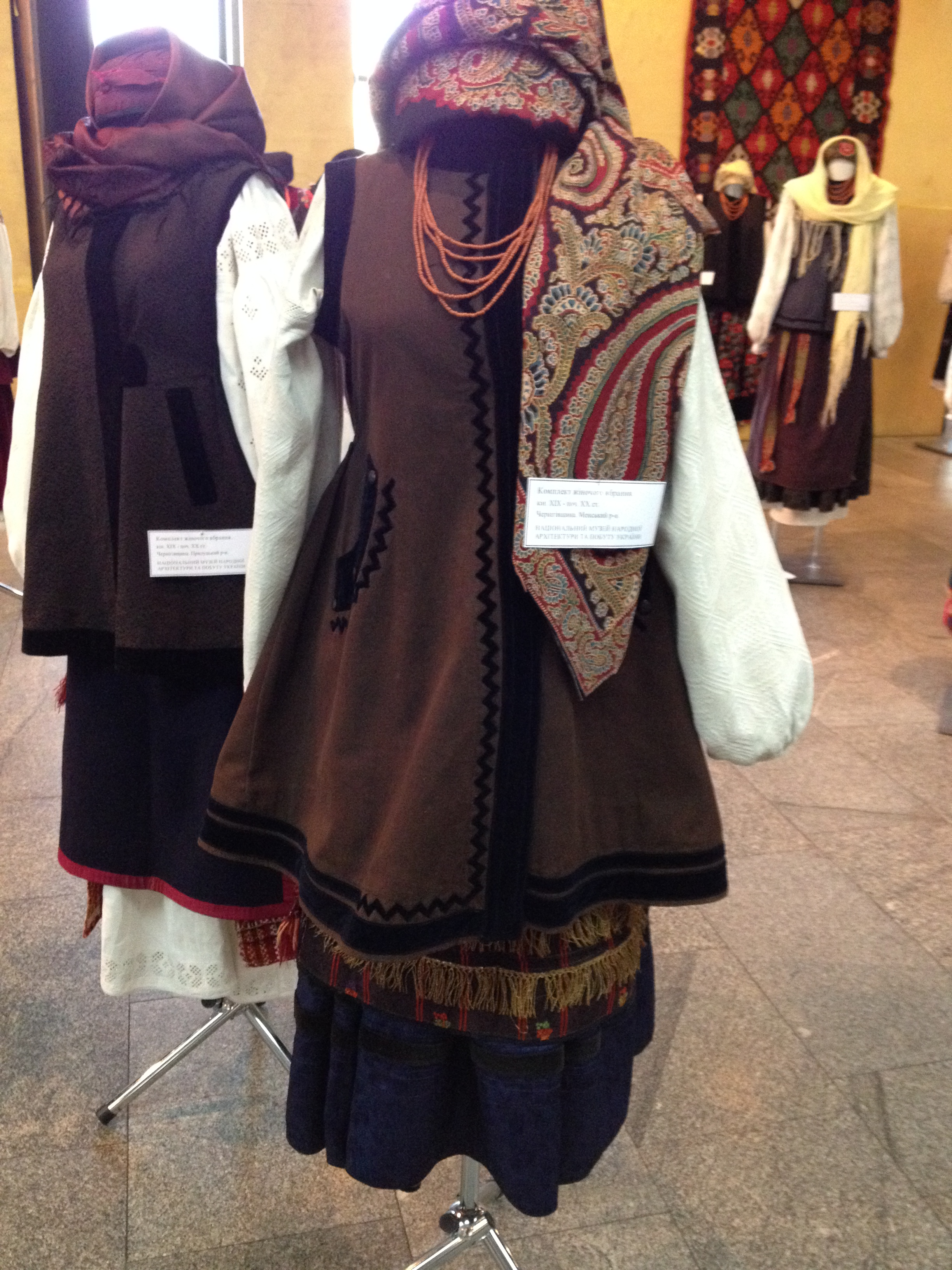
Менський р-н